# Torquato Tasso (Goethe)
Torquato Tasso è un'opera teatrale di Johann Wolfgang von Goethe. Pur concepita la prima volta a Weimar nel 1780, fu scritta soprattutto durante i due anni in Italia, tra il 1786 e il 1788, per poi essere completata nel 1790.

## Trama

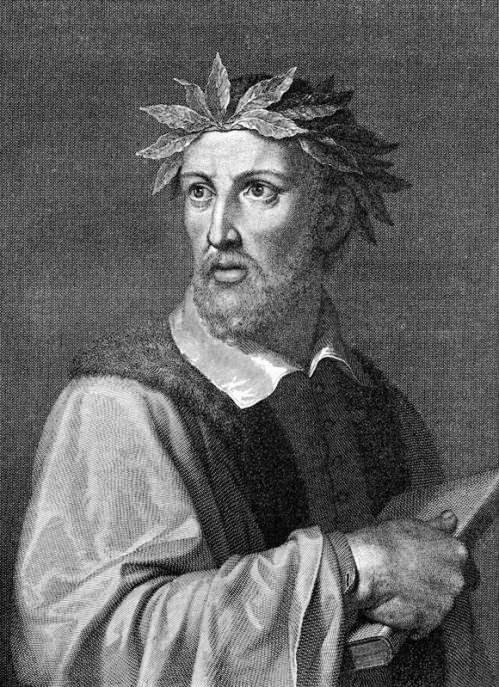
Torquato Tasso

Nel trentennio che precede la fine del secolo 1500, lo scrittore cortigiano Torquato Tasso inizia ad avere problemi con il suo animo e la società in cui vive. Infatti egli già aveva manifestato stati di turbe mentali durante la composizione del poema Gerusalemme liberata, revisionata varie volte, sebbene il Tribunale del Sant'Uffizio gli avesse fornito il permesso di pubblicare l'opera.
Da tempo Tasso si trova alla corte del duca Alfonso II d'Este, dove ha tessuto una relazione segreta con la di lui sorella Eleonora. Tuttavia i suoi problemi e il turbamento interiore, che lo portano ad odiare ed accettare la sua condizione di cortigiano servitore di nobili mediocri in letteratura, costringono Tasso a vedere andare in fumo tutti i suoi sogni.
Dopo l'ennesimo episodio in cui manifesta segni di pazzia, Tasso è costretto ad abbandonare la corte dov'è ospite per essere internato in un manicomio.

## Traduzioni italiane
- Torquato Tasso, trad. Giuseppe Rota, Garroni, Roma 1910
- Torquato Tasso, trad. Antonio Carafa, Sansoni, Firenze 1923
- Torquato Tasso, trad. Barbara Allason, Paravia, Torino 1923
- Torquato Tasso, trad. Leone Traverso, Sansoni, Firenze 1954
- Torquato Tasso, a cura di Eugenio Bernardi, traduzione di Cesare Lievi, Marsilio, Venezia 1988 ISBN 978-88-317-6766-8